# Luca Spirito
Luca Spirito est un joueur italien de volley-ball né le 30 octobre 1993 à Savone. Il joue passeur.

## Palmarès

### Clubs
Challenge Cup:
- 2016

### Équipe nationale
Championnat d'Europe des moins de 21 ans:
- 2012

Championnat du Monde des moins de 23 ans:
- 2015

World Grand Champions Cup:
- 2017

Jeux Méditerranéens:
- 2018